# Мартіна Граель
Мартіна Граель (порт. Martine Soffiatti Grael, нар. 12 лютого 1991, Нітерой, Бразилія) — бразильська яхтсменка, олімпійська чемпіонка 2016 року.

## Виступи на Олімпіадах
| Олімпіада           | Дисципліна | Місце |
| ------------------- | ---------- | ----- |
| Ріо-де-Жанейро 2016 | 49er FX    | 1     |
| Токіо 2020          | 49er FX    | 1     |

## Зовнішні посилання
- Мартіна Граель — олімпійська статистика на сайті Sports-Reference.com (англ.) (архівна версія)